# クリスチャン・ルブタン

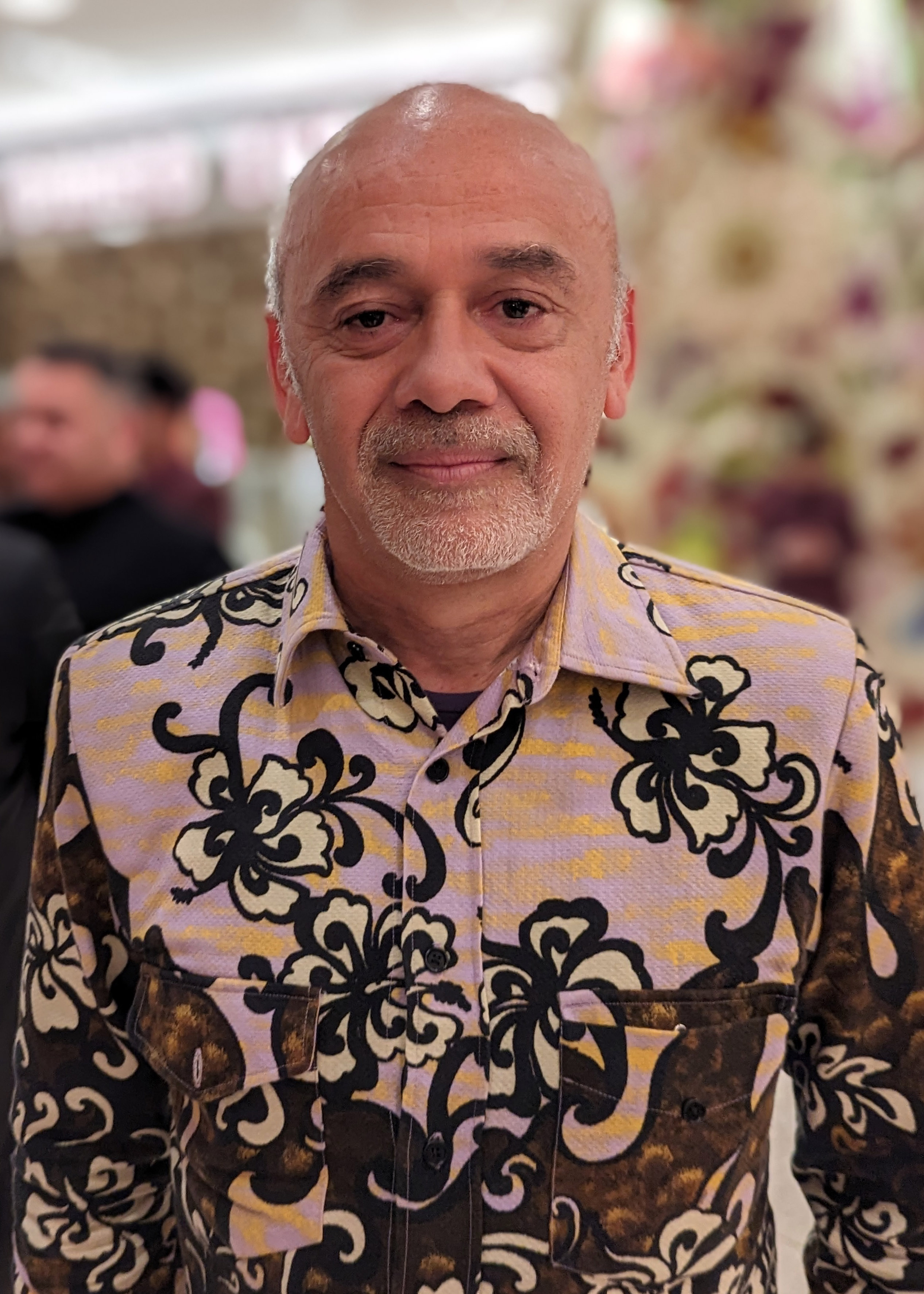
クリスチャン・ルブタン

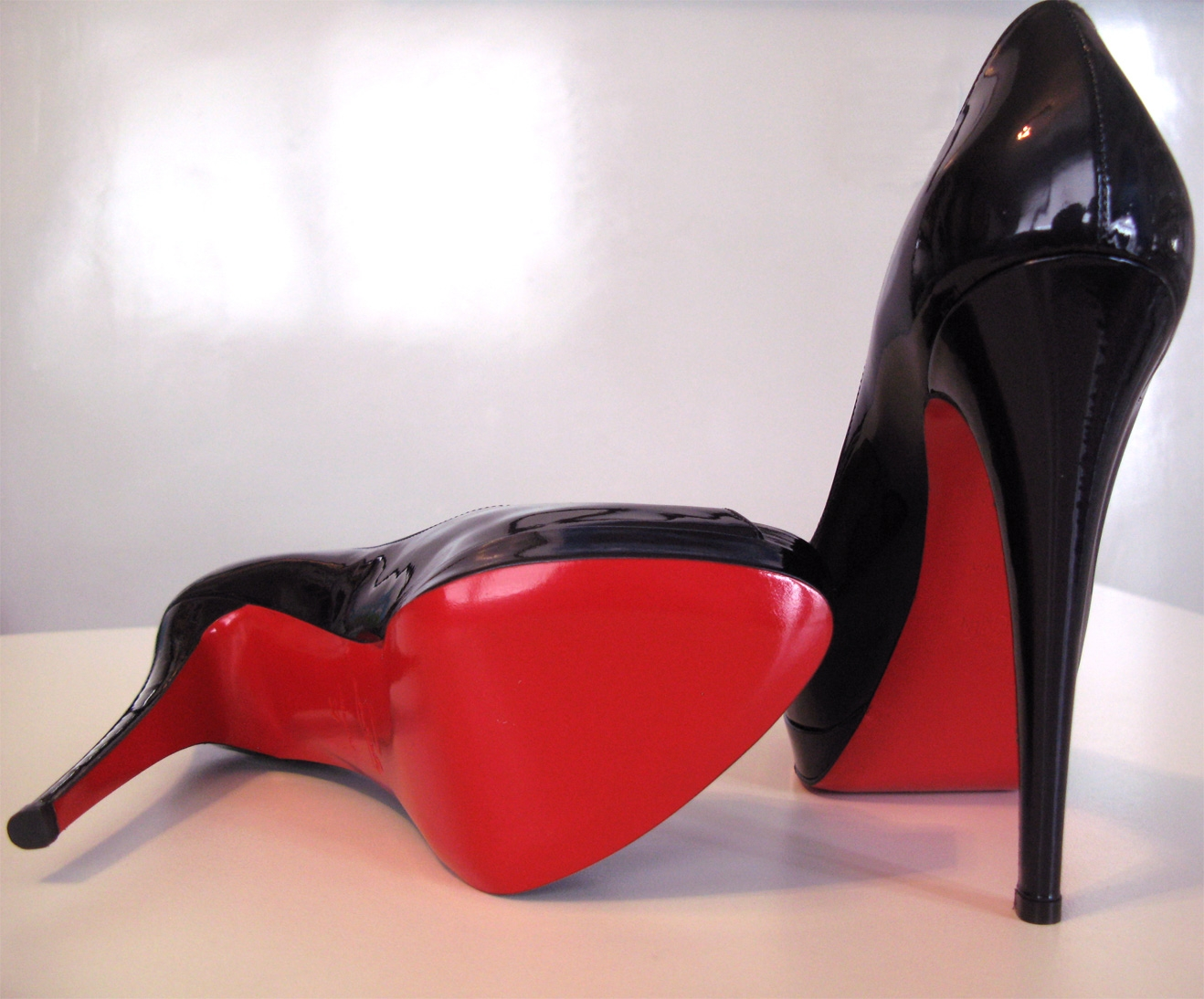
ブランドの最も顕著な特色として知られる“レッドソール”（深紅の靴底）

「クリスチャン・ルブタン」（Christian Louboutin）は、フランス出身の同名のファッションデザイナー（1964年1月7日 - ）の制作による、1992年設立の女性向けの靴のブランド。高級婦人靴のほか各種服飾雑貨を展開している。
モードへの挑戦とも取れる、スタッズ使いが特徴のブランドである。
主にハイヒールを専門に取り扱っており、高いヒールを特徴とする。また全ての靴の裏地が赤くデザインされているのが目立った特色となっている。これは靴底に赤いマニキュアを「塗る」というルブタンの着想に基づくもので、“レッドソール”（赤い靴底）として知られている。
フランス・パリ1区に位置する1991年11月21日開業のレアール地区ジャン＝ジャック＝ルソー通り (fr) 路面第1号店をはじめ、世界各地に90以上の直営店を設置（2014年時点）。2012年には化粧品部門にあたる「クリスチャン・ルブタン・ボーテ」(Christian Louboutin Beauté)が発足、創業後初の化粧品事業進出となった。

## デザイナー
デザイナーを務める男性クリスチャン・ルブタン(Christian Louboutin)は、1964年1月7日、家具職人の父親と専業主婦の母親のもとでフランスのパリに生まれた。子どもの頃から婦人ファッションに興味を持っていた。1979年にパリの街角を歩いていた折、国立アフリカ・オセアニア美術館の前で、観光客の女性に木製の床を傷つけないように注意する看板に気が付いた。この看板が気になり、バックルで締め付け底がついた靴をデザインし始める。10代の頃にこのタイプの靴の絵ばかり学校のノートに描いて長時間過ごしたことを認めている。このラインの靴が後日デザイナーとしてのセールスポイントとなる。

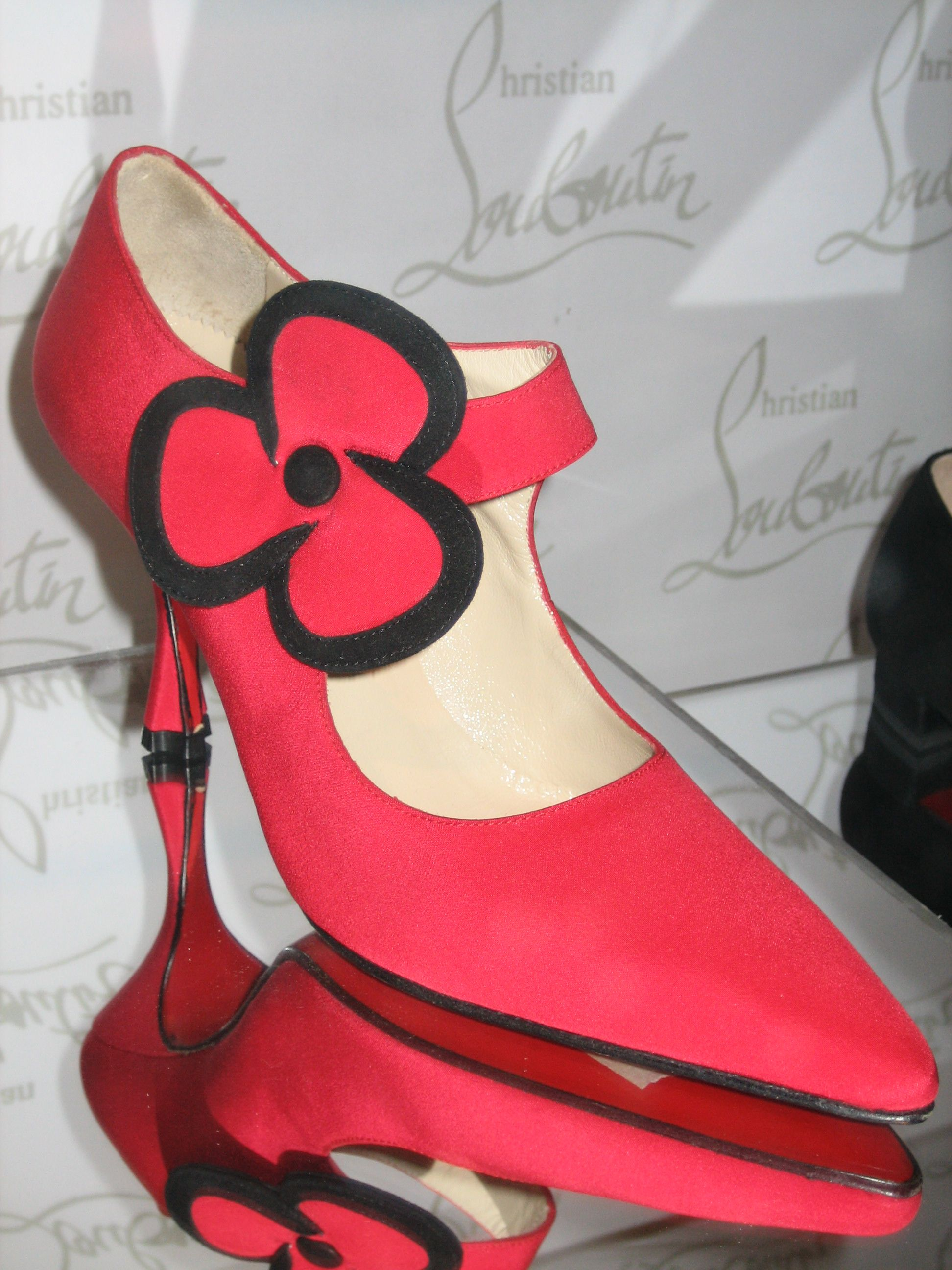
カナダの「バータ靴博物館」に展示されたクリスチャン・ルブタンのハイヒール

靴のデザインに対する興味は常に尽きなかったものの、ファッション界に対する興味は当初はなかったという。やがてパリのダンスホールやパーティーに顔を出し始め、そこで女性たちに対し自作の靴を試してみるよう申し出るなどしていたものの、お金がないことを理由に大部分の女性から断られていたという。
1980年に有名ミュージックホールの「フォリー・ベルジェール」に職を得たのち、1982年から当時「クリスチャン・ディオール」の靴を制作していたシャルル・ジョルダンのもとに移り、「シャネル」や「イブ・サンローラン」などでフリーランスのインターンシップを経験、そして1992年、ルーブル美術館近くのアーケード街にブティックを開業、これがブランドの幕開けとなった。

## レッドソール
ブランドの象徴は「レッド・ソール」（赤い靴底）。これはデザイナーのルブタンが工場内で出来上がり直後の靴のソールに赤色のマニキュアを塗ってみたことから生まれた偶然の産物であったという。米国内ではこの赤い靴底のデザインを商標登録している。2011年には、この「レッドソール」を模倣されたとして、大手ファッションブランドの「イヴ・サンローラン」を米国の連邦控訴裁判所に提訴、結果、この商標権の正当性を一部認める判決が翌2012年に下されるに至っている。

## 各国の販売店

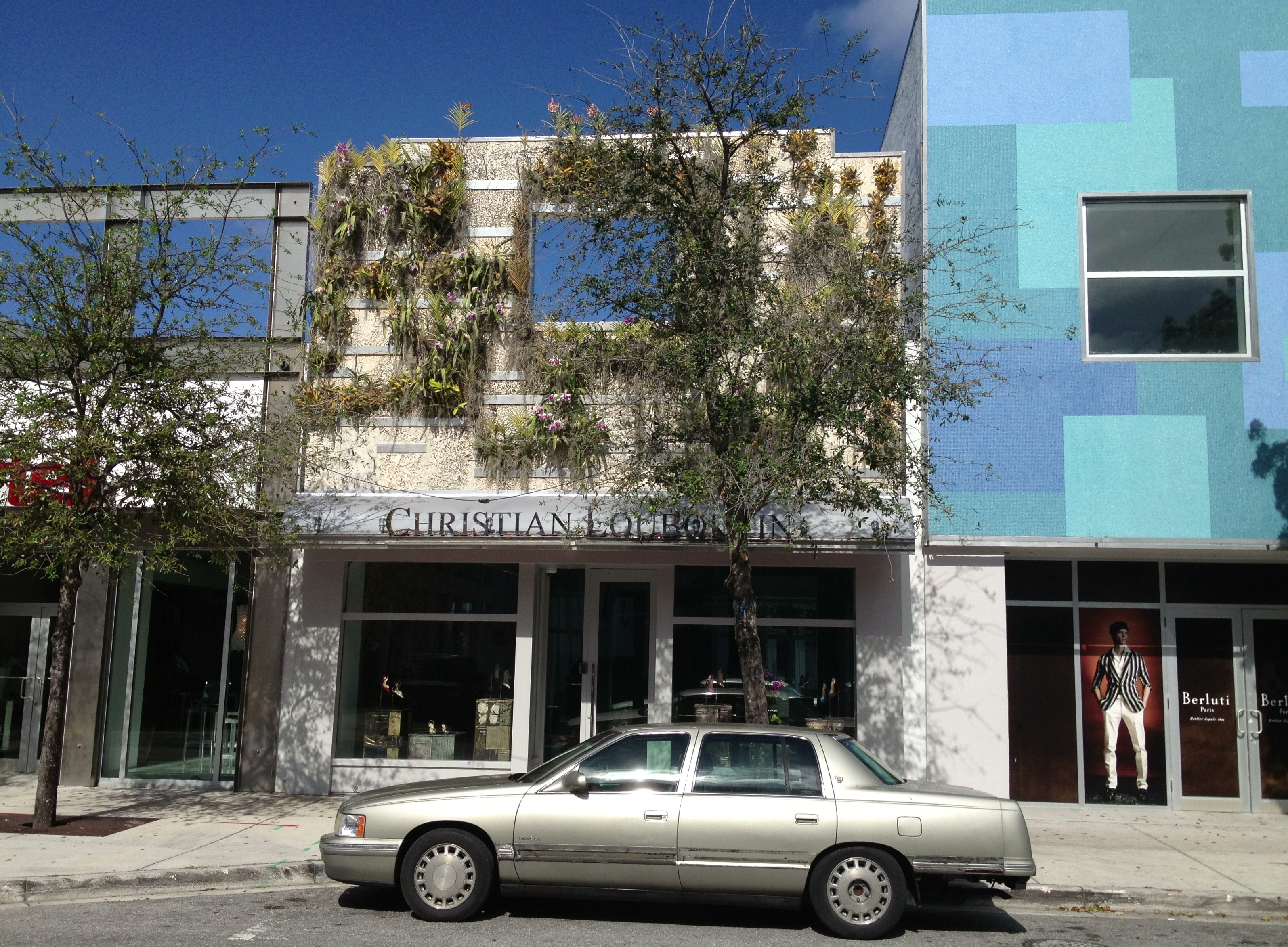
米国マイアミの実店舗（2013年）

地元フランス以外にも世界各地に店舗を展開。2012年にはニューヨークに米国初の男性向け店舗が開業。日本では2013年末の時点で7店舗を営業。うち東京・銀座の店舗と東京・南青山の店舗が路面店となっている。靴製品の平均価格は1000ドル（約8万5000円）から4000ドル（約33万円）。

## 著名人の愛用
マドンナやレディー・ガガ、サラ・ジェシカ・パーカー、ならびにブリトニー・スピアーズ、日本においては浜崎あゆみなど、世界中のセレブリティーに人気の高い靴ブランドとして知られている。
ほかニコール・キッドマン、カトリーヌ・ドヌーヴ、アンジェリーナ・ジョリーなどといった面々による愛用が著名で、さらにサンドラ・ブロック主演映画『あなたは私の婿になる』（2009年）、ペネロペ・クルス主演映画『抱擁のかけら』（2009年）、アマンダ・セイフライド主演映画『TIME/タイム』（2011年）、エマ・ワトソン主演映画『ブリングリング』（2013年）など、ジャンルを問わず様々な映画に登場してもきた。芸能人やモデル、スタイリストなどのファッション関係者の間でも愛用者が多い。
顧客のブレイク・ライヴリーの名を冠した「The Blake」があり、日本ではモデルの梨花が、デザイナー本人によってデザインされたウェディング用の靴を履き結婚式を行った。その様子は『世界弾丸トラベラー』や『sweet』等の雑誌にも掲載された。